# Bekim Çollaku
Bekim Çollaku   (segle XX) és un polític i diplomàtic kosovar, que des de 2014 és el ministre d'Integració Europea de Kosovo. Anteriorment va exercir de cap de gabinet del primer ministre de Kosovo, Hashim Thaçi, entre 2007 i 2014. Abans d'unir-se al gabinet del primer ministre Thaçi, va treballar com a professor ajudant al Departament de Ciències Polítiques de la Universitat de Pristina i com a investigador a l'Institut Kosovar per a la Investigació i el Desenvolupament de Polítiques.
Çollaku va ser membre de l'equip de negociació de Kosovo amb la Unió Europea per facilitar el diàleg polític per a la normalització de les relacions entre Kosovo i Sèrbia entre 2011 i 2014. També va ser assessor polític del primer primer ministre elegit de Kosovo, Bajram Rexhepi, entre 2003 i 2004. Bekim Çollaku és militant del Partit Democràtic de Kosovo.
En la seva posició com el ministre d'Integració Europea, Çollaku ha jugat el paper de cap negociador de Kosovo en les negociacions entre la Comissió Europea i el seu país per a un Acord d'Estabilització i Associació. Després que el Consell de la Unió Europea aprovés l'acord el 22 d'octubre de 2015 a Luxemburg, Çollaku també el va cosignar en nom de Kosovo a l'Oficina de l'Alt Representant Federica Mogherini al Parlament Europeu a Estrasburg el 27 d'octubre 2015.
Bekim Çollaku està graduat en estudis internacionals per la Universitat de Newcastle (Regne Unit) i s'està doctorant en ciències polítiques per la Universitat de Gant (Bèlgica). La seva formació acadèmica és en el camp de les relacions internacionals i està especialitzat en la política exterior de la Unió Europea.

## Publicacions
- Ethnic Centralization and the Perils of Confusing Solutions. KIPRED discussion paper, 2007[3]
- Kosovo’s Capacity for EU Integration : Don't let the grass grow under your feet!. KIPRED policy brief, 2006[4]
- A just finial settlement for Kosovo is imperative for the peace and stability in Balkans. MA Thesis, University of Newcastle, 2003[5]